# 丸山希
丸山 希（まるやま のぞみ、1998年6月2日 - ）は、長野県野沢温泉村出身のスキージャンプ選手である。北野建設に所属。

## 経歴
野沢温泉村立野沢温泉中学校に在学していた2013/14シーズンに、全日本スキー連盟ジュニアチームに中学生としてただ一人選ばれた。
2014年4月長野県飯山高等学校に入学、高校選抜スキー大会を1、2年時に連覇した。2014年7月にFISカップで国際大会に初出場。2015年ノルディックスキージュニア世界選手権の団体で銅メダルを獲得した。ワールドカップは3年時の2016/17シーズン札幌大会第1戦に国内枠で初出場、つづく蔵王大会第1戦を含めていずれも予選で敗退した。その後行われたジュニア世界選手権パークシティ大会は個人23位、女子団体5位のメンバーとなった。
2017年に明治大学に進学、政治経済学部に在学し、同大学の体育会スキー部に所属する。
2017/18シーズンのワールドカップ札幌大会第1戦および蔵王大会第1戦に国内枠で出場したが、いずれも予選で敗退した。ジュニア世界選手権カンデルシュテーク大会は個人22位、女子団体6位、混合団体7位のメンバーとなった。帰国後は、全日本学生選手権女子2部および宮様スキー大会女子組ノーマルヒルを優勝した。
2018/19シーズンはサマー国内戦で3勝、サマーグランプリではチャイコフスキー大会の混合団体優勝のメンバーとなった。ワールドカップは開幕から海外遠征組に選ばれた。同シーズンに開催された世界選手権のスキージャンプ女子の選考基準は2018年12月16日時点のワールドカップ総合順位が上位から4名で、丸山はその時点で同5位だったため落選が濃厚であった。しかしながら、女子団体種目の開催が急遽決まったため代表に選出され、個人17位、団体6位のメンバーとなった。ワールドカップは予選を通過できなかったのは開幕戦のみ、ポイントを獲得できなかったのも2試合のみで、日本女子勢としては3番目となる総合20位でシーズンを終えた。
2019/20シーズンもサマーグランプリより参戦し、ヒンターツァルテン大会の混合団体2位のメンバーとなった。ワールドカップではポイントを獲得できなかったのは1試合のみで、最高6位、総合13位であった。国内戦ではHBC杯を優勝した。
2020/21シーズンはワールドカップ最高4位、総合11位と自己最高位を更新した。世界選手権では個人ノーマルヒル20位、個人ラージヒル18位、女子団体4位のメンバーとなった。国内戦ではワールドカップ札幌大会の中止で代替開催されたSTV杯を優勝した。
明治大学卒業後、北野建設に入社。
2021年10月24日、札幌大倉山ジャンプ競技場で行われた全日本選手権ジャンプの女子ラージヒルで転倒、札幌市内の病院で診察の結果、左膝前十字じん帯損傷、外側半月板損傷、大腿骨腓骨（ひこつ）骨挫傷の重傷を負ったと診断され、21/22シーズン中の復帰は極めて難しく、’22年2月の北京冬季五輪出場は絶望的となってしまった。
2022/23シーズンは、FISワールドカップ第17戦（2023年2月5日）ドイツ・ヴィリンゲンにて、自身初の個人表彰台となる2位となった。この大会では、伊藤有希が優勝、高梨沙羅が3位となり、日本女子初となる表彰台独占であった。続く第19戦オーストリア・ヒンツェンバッハでも3位に入った。

## 主な成績

### 世界選手権
- 2019年ゼーフェルト大会（ オーストリア）
  - 個人ノーマルヒル 17位
  - 団体ノーマルヒル 6位（伊藤有希、岩渕香里、丸山希、高梨沙羅）
- 2021年オーベルストドルフ大会（ ドイツ）
  - 個人ノーマルヒル 20位
  - 個人ラージヒル 18位
  - 団体ノーマルヒル 4位（伊藤有希、勢藤優花、丸山希、高梨沙羅）
- 2023年プラニツァ大会（ スロベニア）
  - 個人ノーマルヒル 8位
  - 個人ラージヒル 4位
  - 団体ノーマルヒル 5位（丸山希、勢藤優花、宮嶋林湖、伊藤有希）
  - 混合団体ノーマルヒル 5位（丸山希、中村直幹、伊藤有希、小林陵侑）

### ジュニア世界選手権
- 2015年アルマトイ大会（ カザフスタン）
  - 個人 18位
  - 団体 3位（丸山希、山田優梨菜、大井栞、勢藤優花）
- 2017年パークシティ大会（ アメリカ合衆国）
  - 個人 23位
  - 団体 5位（丸山希、勢藤理桜、瀬川芙美佳、渡邉陽）
- 2018年カンデルシュテーク大会（ スイス）
  - 個人 22位
  - 団体 6位（大井栞、御家瀬恋、鴨田鮎華、丸山希）
  - 混合団体 7位（大井栞、岩佐勇研、丸山希、栗田力樹）

### ワールドカップ
- 最高順位 2位（2022/23シーズンまで）

| シーズン | 順位 | ポイント       |
| -------- | ---- | -------------- |
| 2016/17  | .    | （予選不通過） |
| 2017/18  | .    | （予選不通過） |
| 2018/19  | 20.  | 283            |
| 2019/20  | 13.  | 355            |
| 2020/21  | 11.  | 292            |
| 2022/23  | 12.  | 574            |

### サマーグランプリ
- 最高順位3位
- 通算 女子団体優勝1回、混合団体優勝1回、2位1回（2019シーズンまで）

| シーズン | 順位 | ポイント |
| -------- | ---- | -------- |
| 2018     | 25.  | 39       |
| 2019     | 8.   | 77       |

|2022/23
|12.
|574
|}

### 国内大会
- 2015年
  - 第27回全国高等学校選抜スキー大会女子組 優勝
- 2016年
  - 第28回全国高等学校選抜スキー大会女子組 優勝
- 2018年
  - 第91回全日本学生選手権女子2部 優勝
  - 第89回宮様スキー大会国際競技会女子組ノーマルヒル 優勝
  - 第16回名寄サンピラー国体記念サマージャンプ大会女子組 優勝
  - 第36回札幌市長杯宮の森サマージャンプ大会女子組 優勝
  - 宮の森チャレンジカップ2018サマージャンプ大会女子組 優勝
- 2020年
  - 第62回HBCカップジャンプ競技会女子組 優勝
- 2021年
  - 第60回STVカップスキージャンプ競技大会女子組 優勝

## 脚註
1. 1 2  ジャンプ日本代表 (2017/2018) - 全日本スキー連盟
2. 1 2  “Athlete : MARUYAMA Nozomi”.  国際スキー連盟. 2018年9月17日閲覧。
3. ↑  国際スキー連盟のサイトでは、"Birthplace"を奈良県奈良市としている。
4. 1 2  丸山希 - 北野建設スキー部（2021年8月29日閲覧）
5. ↑  ジャンプ日本代表 (2013/2014) - 全日本スキー連盟
6. ↑  丸山希 - 明治大学体育会スキー部
7. ↑  明治大学体育会スキー部の丸山希選手（政経2）がスキージャンプの国際大会で優勝 - 明治大学（2018年9月12日）
8. ↑  メンバーは丸山希、佐藤幸椰、高梨沙羅、小林潤志郎
9. ↑  世界選手権大会派遣選考基準
10. ↑  メンバーは丸山希、小林潤志郎、高梨沙羅、佐藤慧一